# Главный автовокзал (Ростов-на-Дону)
Главный автовокзал — один из двух автовокзалов города Ростова-на-Дону, расположенный в Ленинском районе.
Обслуживает пригородные, междугородние, межобластные и международные рейсы. Построен в 1978 году по индивидуальному проекту, разработанному Ростовским филиалом Гипроавтотранса Минавтотранса РСФСР. Особенностью является его многоцелевое назначение: в одном ансамбле сблокированы собственно автовокзал, управляющая им компания «Донавтовокзал» и гостиница. За проектирование и строительство автовокзала коллектив архитекторов, инженеров и строителей был удостоен Премии Совета Министров СССР 1980 года.

## Расположение
В соответствии с генеральным планом и проектом детальной планировки центра города расположен в непосредственной близости от железнодорожных вокзалов и магистралей ведущих за пределы города. После ввода в эксплуатацию автомобильного моста через реку Дон автовокзал получил прямой выход за пределы города. Адрес автовокзала: 344082, Россия, Ростов-на-Дону, ул. Сиверса, 1.

## Архитектура
Объемно-планировочная композиция комплекса предопределена специфическими условиями строительной площадки: её формой, местоположением в системе городской застройки и сложившимися маршрутами городского транспорта. Этот участок имеет площадь 3,1 га, он огорожен крупными городскими магистралями.

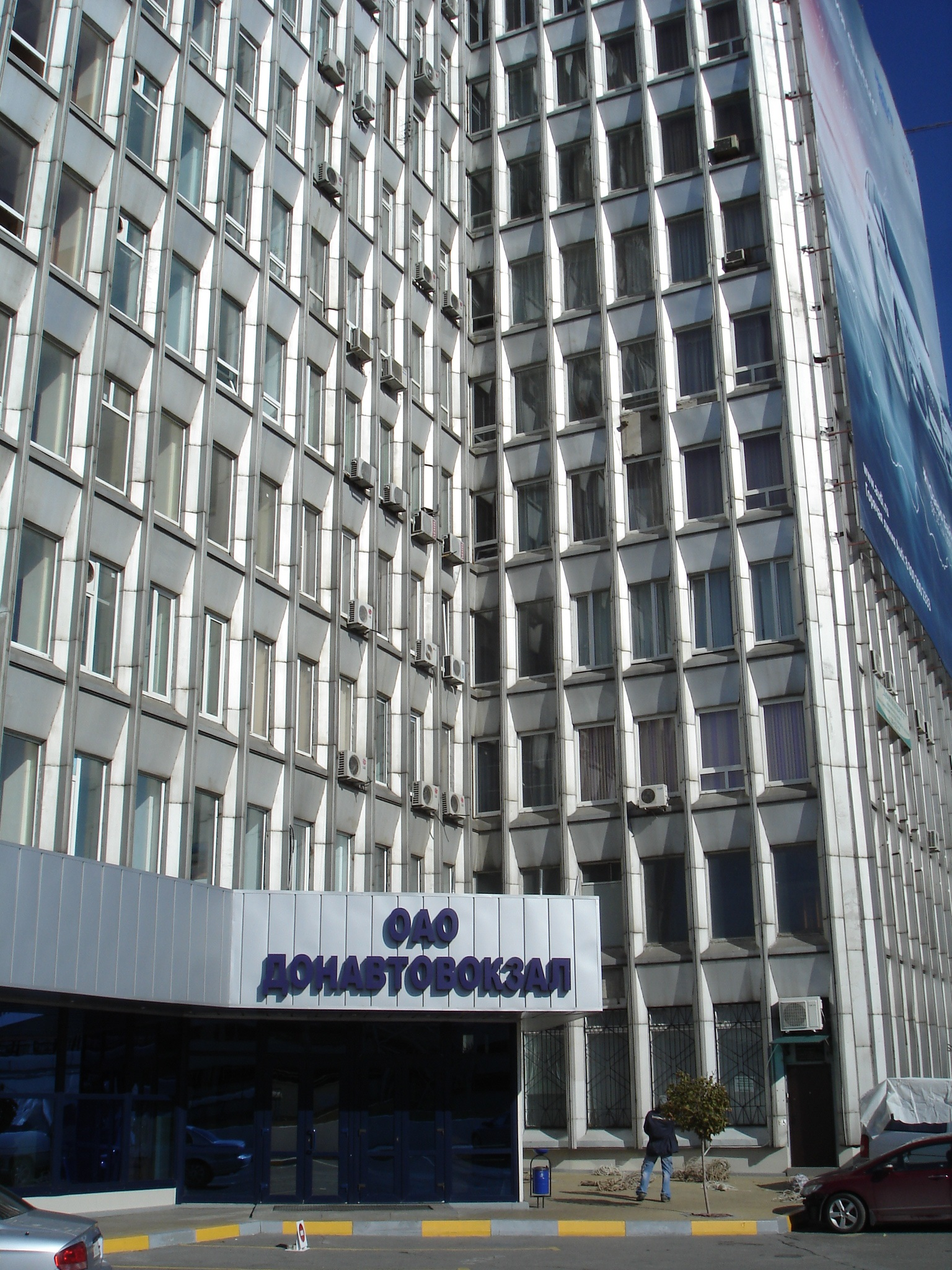
Здание «Донавтовокзала»

Сооружения комплекса функционально делятся на три сблокированных между собой контрастирующих объёма: двухэтажный автовокзал, одноэтажное здание предварительной продажи билетов и 12-этажная гостиница. Собственно автовокзал — представляет собой треугольное в плане двухэтажное здание. В его центре размещается двусветный операционный зал, вокруг которого находятся пассажирские и служебные помещения. Автовокзал перекрыт шестиугольной структурной плитой, опирающиеся на колонны с шагом 9 м (длина наибольших из сторон шестиугольника 63 м). Такая конструктивная схема позволила уменьшить массу перекрытия и исключить все промежуточные опоры. Структурные плиты, выходящие за периметр здания, служат навесами над перронами. Эти перроны имеют связь с операционным залом, у выходов на перроны находятся камеры хранения. На первом этаже изначально были запроектированы шофёрская, медпункт, буфет, торговые киоски; на втором этаже — зал ожидания, кафе, комната матери и ребёнка.
Высотная, 12-этажная часть автовокзального комплекса состоит из конструктивно связанных между собой прямоугольных объёмов. Между двухэтажной и высотной частями выстроено одноэтажное помещение предварительной продажи билетов. Его кровля является эксплуатируемой и служит летней площадкой ожидания.
Фасады автовокзального комплекса отделаны анодированным алюминием и базальтом. Его украшают витражи в чёрно-золотых алюминиевых профилях. Для отделки интерьеров были использованы мрамор, гранит и древесина ценных пород.
Архитекторы проекта — Г. А. Григорьев, Т. В. Богатырёва, инженеры — Н. И. Киров, М. А. Куперман, С. П. Лавренко, Э. Я. Левин, В. П. Пономарёв.